# Serge Medvedev
 (octobre 2021).
Si vous disposez d'ouvrages ou d'articles de référence ou si vous connaissez des sites web de qualité traitant du thème abordé ici, merci de compléter l'article en donnant les références utiles à sa vérifiabilité et en les liant à la section « Notes et références ».
Pour les articles homonymes, voir Medvedev.
Serge Pavlovitch Medvedev (en russe Серге́й Па́влович Медве́дев), né le 15 mars 1885 à Kortino, près de Moscou et 
mort exécuté le 10 septembre 1937 à Moscou, est un révolutionnaire bolchevique, métallurgiste et syndicaliste russe.

## Premières années et travail illégal
Né dans le domaine paysan d'une famille d'origine russe à Kortino, dans le gouvernement de Moscou, il grandit à la campagne près de Moscou et à Saint-Pétersbourg. Après avoir reçu une éducation primaire, il  commence à travailler en usine à l'âge de treize ans. Il travaille d'abord à l'usine Oboukhov de Saint-Pétersbourg et participe à la grève d'Oboukhov en 1901. Il devient socialiste à quinze ans et rejoint les bolcheviks lors de la scission du Parti ouvrier social-démocrate de Russie en 1903. Medvedev est actif dans la clandestinité révolutionnaire, organisant des cellules de parti illégales. Le gouvernement tsariste le condamne à plusieurs reprises à la prison et à des peines d'exil en Russie. Medvedev est également un organisateur de la section clandestine du mouvement des assurances en 1912-1914. Il passa la majeure partie de la Première Guerre mondiale en exil sibérien.

## Durant la Révolution de 1917
En 1917, Medvedev organise le soviet d'Atchinsk des députés ouvriers et soldats. En 1918, il retourne à Petrograd pour travailler dans le Soviet panrusse des députés ouvriers, soldats et paysans, puis devient commissaire politique de l'Armée rouge pendant la guerre civile, à Smolensk.

## L'Opposition ouvrière
Au début de 1920, Medvedev se rend à Moscou pour travailler au comité central de l'Union panrusse des métallurgistes. Avec Alexandre Chliapnikov, il participa à l'Opposition ouvrière, une tendance du Parti communiste russe, qui appelle à l'initiative des travailleurs dans la gestion de l'économie et à la prédominance des membres de la classe ouvrière dans les organes dirigeants du Parti communiste. Au dixième congrès du Parti de 1921, cependant, les factions internes sont interdites et l'opposition des travailleurs est dissoute avec effet immédiat, même si Medvedev est élu membre candidat du Comité central. En février 1922, il est signataire de la « Lettre des 22 », par laquelle plusieurs anciens membres de l'Opposition ouvrière et d'autres membres du parti d'origine ouvrière font appel à la conférence de 1922 de l'Exécutif du Komintern contre les pratiques internes antidémocratiques. en usage au sein du parti russe. Lors du onzième congrès du parti qui suit (mars - avril 1922), Medvedev, Chliapnikov et Alexandra Kollontai (qui avait également cosigné la lettre) sont accusés d'avoir insisté sur le travail des factions et leur expulsion du parti est proposée. Finalement, une résolution est adoptée autorisant les trois à rester dans le parti pourvu qu'ils ne commettent pas de nouvelles violations de sa discipline, tandis que deux autres signataires de l'appel, F. Mitine (né en 1882) et N. Kouznetsov (1898-1935), sont expulsés.

En 1924, Medvedev écrit une Lettre à un opposant de Bakou, pour laquelle lui et Chliapnikov font l'objet d'une enquête par la Commission centrale de contrôle du Parti (CCC) en 1926. La lettre critique les concessions du Parti communiste envers la paysannerie, appelle au développement de l'industrie lourde, à la liberté de critique au sein du parti, et critique la politique du Komintern. Medvedev travaille au Commissariat de l'industrie lourde à la fin des années 1920, mais perd son poste lorsque Sergo Ordjonikidze devient commissaire à l'industrie lourde. En 1930, lui et Chliapnikov font  l'objet d'une enquête pour des liens présumés avec des opposants à Omsk. En 1932, la CCC enquête sur Medvedev pendant l'affaire Martemyan Rioutine, mais il n'est inculpé d'aucune violation.

## Dernière années
Medvedev est expulsé du parti à la fin de 1933, alors qu'il n'est plus membre d'une cellule du parti ni ne possède la carte du parti depuis plusieurs années. En janvier 1934, Medvedev est envoyé en exil administratif dans l'extrême nord de la Russie. Après l'assassinat du chef du parti de Léningrad, Sergueï Kirov, en décembre 1934, Staline ordonne l'arrestation de nombreux anciens opposants, dont Medvedev. En janvier 1935, il est renvoyé à Moscou pour y subir un interrogatoire. Accusé en vertu de l'article 58 du code pénal de la RSFSR, Medvedev n'avoue aucune des accusations portées contre lui, ni n'implique d'autres personnes. Néanmoins, il est reconnu coupable et exécuté le 10 septembre 1937.

## Réhabilitation posthume
En 1978, l'État soviétique le réhabilite à titre posthume et en 1988, le Parti communiste rétablit son adhésion.

## Source
- (ru) Cet article est partiellement ou en totalité issu de l’article de Wikipédia en russe intitulé « Медведев, Сергей Павлович » (voir la liste des auteurs).

- (en) Cet article est partiellement ou en totalité issu de l’article de Wikipédia en anglais intitulé « Sergei Medvedev (revolutionary) » (voir la liste des auteurs).